# Trittico di Beffi
Il Trittico di Beffi (Madonna con Bambino in trono e angeli, Natività di Gesù, Funerali della Madonna, Incoronazione di Maria Vergine) è un trittico a tempera su tavola del Maestro di Beffi.

## Storia
L'opera fu commissionata per la chiesa di Santa Maria del Ponte nella media valle dell'Aterno, a metà strada fra L'Aquila e Sulmona. La località si trova nel territorio comunale di Tione degli Abruzzi, non lontano da Beffi, borgo fortificato da cui prende il nome. Venne realizzato agli inizi del XV secolo ed era originariamente collocato sull'altare maggiore della collegiata.
In seguito al terremoto della Marsica del 1915, la chiesa subì gravi danni ed il trittico venne trasferito in un deposito della Real Soprintendenza alle Gallerie e ai Musei; quindi, nel 1923, fu aggregato alla collezione del Museo civico dell'Aquila, venendo così riscoperto dalla critica.
La prima ipotesi sull'autore è probabilmente quella dello storico Bernard Berenson, che nel 1936 attribuì il trittico a Gentile da Fabriano.
Negli anni Quaranta, il sovrintendente Enzo Carli ne individuò similitudini formali con l'Albero delle sette parole ed attribuì entrambi i dipinti alla scuola del senese Taddeo di Bartolo. Cesare Brandi, invece, nel 1948, lo attribuì al bolognese Jacopo di Paolo, ipotesi sostenuta successivamente anche dal sovrintendente Umberto Chierici. Ferdinando Bologna collegò alla stessa mano anche gli affreschi della chiesa di San Silvestro, identificando l'autore con il nome di Maestro di Beffi (o di San Silvestro). Più recentemente, gli studi di Cristiana Pasqualetti, hanno ritenuto di poter sovrapporre la figura del Maestro di Beffi a quella di Leonardo da Teramo. La stessa Pasqualetti ha contribuito a definire la datazione dell'opera tra il 1410 ed il 1416.
In seguito al terremoto dell'Aquila del 2009, l'opera è stata selezionata dal Ministero per i Beni e le Attività Culturali come ambasciatrice della cultura italiana nel mondo. È stata esposta negli Stati Uniti d'America — presso la National Gallery of Art di Washington, il Nevada Museum of Art di Reno e il Getty Museum di Los Angeles — riscuotendo un deciso successo di pubblico e di critica. Nuovamente in Italia nel 2010, è stata esposta a Palazzo Giustiniani a Roma, quindi ha fatto ritorno all'Aquila venendo esposta al palazzo della Banca d'Italia.
Dal 2015 il trittico è nuovamente in mostra al Museo nazionale d'Abruzzo.

## Descrizione
Il trittico è la più iconica e celebrata delle opere d'arte gotica in Abruzzo, sia per la complessa iconografia che la contraddistingue, sia per l'alta qualità della lavorazione. Lo storico Claudio Strinati l'ha descritta come «un'opera di grande raffinatezza, fascino ed eleganza».
La tavola centrale, cuspidata, reca la Madonna con Bambino in trono e angeli. In quella di sinistra è la Natività di Gesù, concepita con un percorso narrativo verticale dall'alto verso il basso, a partire dall'Annuncio ai pastori nella sezione superiore, l'Adorazione di Gesù' nel mezzo e il Bagnetto di Gesù nella parte inferiore; in quest'ultima scena è inoltre presente un personaggio estraneo al presepe, posto in adorazione di Gesù e con le spalle rivolte, inspiegabilmente, alla tavola centrale. La tavola di destra — anch'essa con percorso narrativo verticale, ma inverso rispetto alla gemella, cioè dal basso verso l'alto — presenta i Funerali della Madonna, con raffigurato in primo piano l'ebreo Ruben, protagonista di un brano dei vangeli apocrifi; a conclusione dell'opera è il tondo nella parte superiore destra, che rappresenta l'Incoronazione di Maria Vergine.

### Annotazioni
1. ↑  Non è certo il motivo per il quale il trittico è storicamente individuato con il nome di Beffi piuttosto che di Santa Maria del Ponte o di Tione degli Abruzzi. Secondo i racconti della popolazione locale, al momento dello spostamento, nel 1915, l'opera fu fatta arrivare all'Aquila tramite un apposito treno che partì dalla stazione di Beffi che a quel tempo era la più vicina alla chiesa di Santa Maria del Ponte, non essendo ancora stata realizzata la stazione di Tione degli Abruzzi che fu attivata solamente nel 1936.
2. ↑  «Erano giunti a metà strada allorché un Ebreo, di nome Ruben, voleva gettare a terra il venerabile feretro con il corpo della beata Maria. Ma le sue mani rimasero secche all'altezza di un cubito e, volente o nolente, discese fino alla valle di Giosafat piangendo e gridando.» (Apocrifo di Giovanni).

### Fonti
1. ↑   Fondazione Zeri, Maestro del trittico di Beffi, Madonna con Bambino in trono e angeli, Natività di Gesù, Funerali della Madonna, Incoronazione di Maria Vergine, su catalogo.fondazionezeri.unibo.it. URL consultato il 10 novembre 2018.
2. 1 2 3 4 5 6   Regione Abruzzo, Maestro del Trittico di Beffi (PDF), su app.regione.abruzzo.it. URL consultato il 10 novembre 2018.
3. 1 2 3 4 5   Soprintendenza per i Beni Storici e Artistici di Abruzzo e Molise, Maestro del Trittico di Beffi, su sbsae-aq.beniculturali.it. URL consultato il 10 novembre 2018 (archiviato dall'url originale il 3 novembre 2018).
4. ↑   Enzo Carli, Per la pittura del Quattrocento in Abruzzo, in Rivista dell'Istituto nazionale di Archeologia e Storia dell'Arte, IX, Roma, 1942,  pp. 196-197.
5. 1 2 3  Bologna 2001.
6. 1 2   Michela Corridore, Il Trittico di Beffi nel forziere di Bankitalia, in Il Centro, 9 febbraio 2011.